# Tangga Batu Barat
Tangga Batu Barat is een bestuurslaag in het regentschap Toba Samosir van de provincie Noord-Sumatra, Indonesië. Tangga Batu Barat telt 297 inwoners (volkstelling 2010).